# Ochthebius peisonis
Ochthebius peisonis es una especie de escarabajo del género Ochthebius, familia Hydraenidae. Fue descrita científicamente por Ganglbauer en 1901.
Se distribuye por Hungría, en el lago Neusiedl. Mide 1,8 milímetros de longitud.